# المرحلة القضيبية

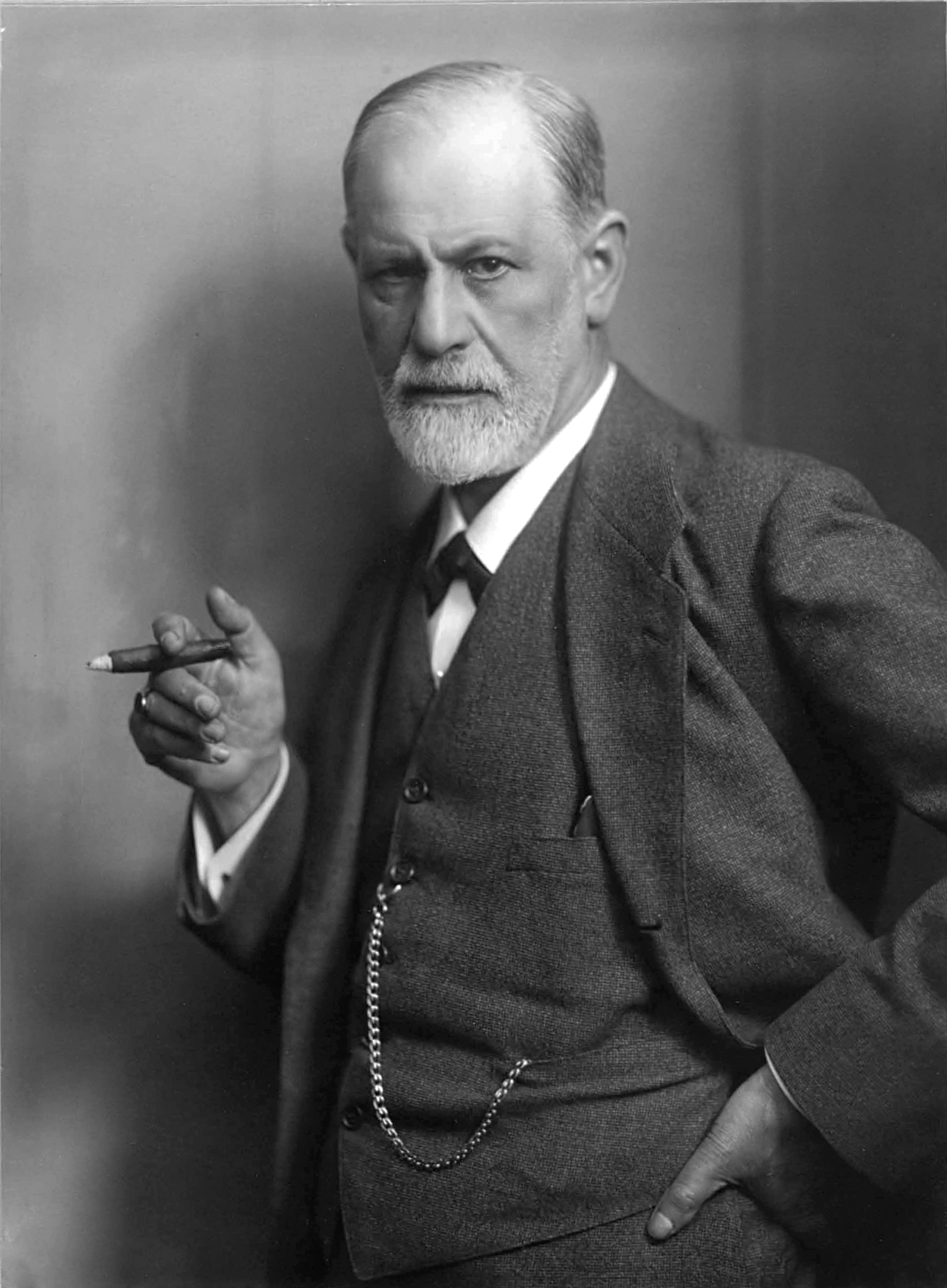
سيجمون فرويد

في التحليل النفسي لفرويد، تُشير المرحلة القضيبية (بالإنجليزية: Phallic stage)‏ إلى المرحلة الثالثة من النمو النفسي الجنسي، والتي تمتد من عمر ثلاث إلى ست سنوات، حيث تتركز الرغبة الجنسية للرضيع على أعضائه التناسلية كمنطقة للشهوة الجنسية. فعندما يصبح الأطفال مدركين لأجسادهم، ولأجساد الأطفال الآخرين، ولأجساد والديهم، فإنهم يرضون فضولهم البدني عن طريق خلع ملابسهم واستكشاف اعضائهم التناسلية وأعضاء الأطفال الآخرين. يتعلم الأطفال خلال هذه المرحلة الاختلافات بين «الذكور» و «الإناث»، والفروق بين الجنسين «الصبي» و «الفتاة»، وهي التجارب التي تغير الديناميكيات النفسية لعلاقة الوالدين والطفل. المرحلة القضيبية هي المرحلة الثالثة من خمس مراحل نمو نفسية جنسية بحسب فرويد وهي: (1) الفم، (2) الشرج، (3) القضيب، (4) المرحلة الكامنة، و (5) الأعضاء التناسلية.
تُسمى هذه المراحل بالنفسية الجنسية لأن كل مرحلة تمثل تركيز الرغبة الجنسية (تُترجم تقريبًا على أنها دوافع أو غرائز جنسية) في منطقة مختلفة من الجسم. عندما ينمو الشخص جسديًا، تصبح مناطق معينة من الجسم كمناطق مثيرة للشهوة الجنسية أو المتعة أو كليهما.